# Edward Campos
Edward Campos (Lima, 1 de febrero de 1978) es un exfutbolista peruano. Jugaba de centrocampista y tiene 47 años. 

## Clubes
| Club                      | País | Año         |
| ------------------------- | ---- | ----------- |
| América Cochahuayco       | Perú | 1999        |
| Universitario de Deportes | Perú |             |
| Deportivo Pesquero        | Perú | 2000        |
| Deportivo Wanka           | Perú | 2001 - 2002 |
| Universitario de Deportes | Perú | 2003        |
| Sport Boys                | Perú | 2003        |
| Universidad César Vallejo | Perú | 2004 - 2007 |
| Total Clean               | Perú | 2008        |
| Total Chalaco             | Perú | 2009        |
| Coronel Bolognesi         | Perú | 2009        |
| Deportivo Cobresol        | Perú | 2010 - 2012 |
| Defensor San Alejandro    | Perú | 2013 - 2014 |
| San Simón                 | Perú | 2015        |

## Palmarés

### Campeonatos nacionales
| Título                    | Club                      | País | Año  |
| ------------------------- | ------------------------- | ---- | ---- |
| Segunda División del Perú | Universidad César Vallejo | Perú | 2007 |
| Segunda División del Perú | Total Clean               | Perú | 2008 |
| Segunda División del Perú | Deportivo Cobresol        | Perú | 2010 |